# Арки (Месина)
Арки је насеље у Италији у округу Месина, региону Сицилија.
Према процени из 2011. у насељу је живело 968 становника. Насеље се налази на надморској висини од 26 м.